# Ploča (Uskoplje, BiH)
Ploča je naseljeno mjesto u općini Uskoplje, Federacija Bosne i Hercegovine, BiH.
Ploča se nalazi uz magistralnu cestu M 16.2, na dionici Bugojno - Uskoplje.

## Stanovništvo

### 1991.
Nacionalni sastav stanovništva 1991. godine, bio je sljedeći:
ukupno: 295
- Hrvati - 275
- Muslimani - 17
- Srbi - 1
- ostali, neopredijeljeni i nepoznato - 2

### 2013.
Nacionalni sastav stanovništva 2013. godine, bio je sljedeći:
ukupno: 193
- Hrvati - 188
- Bošnjaci - 5